# Magangué (kommun)
Magangué är en kommun i Colombia.   Den ligger i departementet Bolívar, i den norra delen av landet, 500 km norr om huvudstaden Bogotá. Antalet invånare är 121 515. Magangué ligger vid sjöarna  Ciénaga Mamonal och Ciénaga Grande.